# MTV
MTV (um acrônimo de Music Television) é um canal de televisão norte-americano básico por cabo e satélite, de propriedade da Paramount Media Networks da Paramount Global. O canal possui a sua sede na cidade de Nova Iorque. Lançada em 1 de agosto de 1981, o propósito original do canal era exibir videoclipes guiados por personalidades televisivas, conhecidas como "video jockeys" ou VJs. O canal teve grande influência sobre o seu público-alvo, durante as décadas de 1980, 1990 e começo dos anos 2000. 
O atual alvo da audiência do canal são os adolescentes, com a sua programação consistindo principalmente de reality show, comédia, animações, além de blocos de videoclipes. A MTV espalhou inúmeros canais irmãos nos EUA (como o VH1), e canais afiliados internacionalmente, alguns dos quais passaram a serem independentes.  

## História

### Conceitos anteriores
O conceito de usar videoclipes, para promover a música de um artista, existe desde o início da década de 1960. Os Beatles usaram os videoclipes para promover suas gravações. O uso criativo de videoclipes dentro do filme Os Reis do Iê, Iê, Iê de 1964, particularmente pela performance de "Can't Buy Me Love", levou a MTV décadas depois a honrar o diretor do filme, Richard Lester, com um prêmio por "praticamente inventar" o videoclipe. Em 1970, o DJ da Filadélfia, Bob Whitney, criou o The Now Explosion, que é considerado o primeiro programa voltado para a exibição de videoclipes. Muitos programas musicais também surgiram fora dos Estados Unidos, incluindo o australiano Countdown e o britânico Top of the Pops.

### "Eu quero minha MTV!"
No sábado, dia 1° de agosto de 1981, ao meio-dia do horário oriental dos Estados Unidos, a MTV foi lançada com as seguintes palavras: “Damas e cavalheiros, rock and roll”, ditas por John Lack. Essas palavras foram logo seguidas pelo tema original da MTV, sob as imagens do pouso do Apollo 11 na Lua, com uma bandeira apresentando o logotipo da MTV, que se alterava em várias cores, texturas e designs. O primeiro videoclipe exibido foi "Video Killed the Radio Star", dos The Buggles.
Após um sucesso inicial, a emissora enfrentou algumas dificuldades, como o acervo de videoclipes pequeno e a baixa aderência do canal, nos pacotes de televisão a cabo.
Em 1982, o canal lançou uma campanha publicitária, para incentivar os telespectadores a ligar para seus provedores de televisão paga e solicitar que a MTV fosse adicionada aos seus pacotes. A campanha contou com artistas que apareciam bastante no canal, como, David Bowie, Mick Jagger, Madonna, Cyndi Lauper, Pat Benatar, The Police, Kiss, Culture Club, Billy Idol, Lionel Richie, Stevie Nicks, Rick Springfield, entre outros. Eles interagiam com o logotipo da MTV e falavam a frase "I want my MTV!" ("Eu quero a minha MTV!", em português). A ideia foi baseada em um comercial de cereal da década de 1950, que tinha o slogan "I Want My Maypo!".

### Sem artistas negros
Durante os primeiros anos, a MTV não exibia muitos videoclipes de artistas negros, alegando que não se encaixavam no "estilo" da rede. O assunto ganhou notoriedade, quando eles recusaram o vídeo de "Super Freak" de Rick James, que alegou que o single era um sucesso nas rádios e não existia motivos para não ser exibido no canal. David Bowie também questionou a falta de artistas negros na MTV, durante uma entrevista ao vivo com o VJ Mark Goodman, em 1983. Michael Jackson e Prince também lutaram por um espaço na MTV, e foram apoiados pelo presidente da CBS Records, Walter Yetnikoff, que ameaçou tirar o direito da MTV de tocar qualquer artista da gravadora. Após a pressão, os videoclipes de "Billie Jean" de Jackson, "Little Red Corvette" de Prince, "She Works Hard for the Money" de Donna Summer e "All Night Long", de Lionel Richie, passaram a ser exibidos. Porém, eram exibidos uma vez por dia e não foram adicionados a "lista de rotação pesada" da MTV, que dava direito a exibições durante a programação de fim de tarde, e a noite, quando a rede atraia mais audiência. 
A chefe de aquisições da MTV, Carolyn B. Baker, que era negra, declarou anos depois que: "Eu questionava, mas a direção da MTV falava que não tocaríamos música negra, por causa da pesquisa de audiência, que mostrava que o público não queria esse tipo de música - mas a pesquisa era baseada na ignorância... Éramos jovens, éramos vanguardistas. Não precisávamos estar na vanguarda do racismo." No entanto, Baker revelou que foi a responsável por rejeitar o vídeo "Super Freak" de Rick James, "porque havia mulheres seminuas nele, e era uma porcaria. Como mulher negra, eu não queria que isso representasse meu povo, como o primeiro videoclipe de um negro na MTV."
Quando o videoclipe de Jackson, "Thriller", foi lançado e se tornou um sucesso absoluto, o apoio da MTV a ele foi total. Posteriormente, mais artistas negros ganharam espaço na MTV.

### Reformulação
Outro motivo para o canal ter se tornado mais inclusivo, foi que em 1985, o conglomerado de entretenimento Viacom Inc. comprou a MTV Networks, da Warner Communications Inc., e a mudança no conteúdo foi imediata. Em pouco tempo, game shows, reality shows e desenhos animados, começaram a aparecer na programação. A parte musical também passou por uma reformulação, em vez de playlists aleatórias que cobriam toda a programação, os vídeos foram agrupados em blocos, com base no gênero. Isso deu origem a programas segmentados, como 120 Minutes (Rock), Headbangers Ball (Heavy Metal) e Yo! MTV Raps (Hip-Hop). Programas onde público podia votar em seus videoclipes favoritos, também foram adicionados a grade, como o Dial MTV e o MTV's Most Wanted. A mudança na grade atraiu uma audiência maior, e o canal se tornou cada vez mais popular.

### Censura
Durante a década de 1990, após receber inúmeras reclamações sobre videoclipes que continham nudez, referências a drogas, sexo, satanismo, violência, armas, racismo, misoginia e suicídio, a MTV desenvolveu uma política rígida sobre o conteúdo de cada videoclipe. Alguns eram editados, exibidos apenas na madrugada ou totalmente banidos do canal, além de editarem músicas com palavrões ou letras consideradas controvérsias. Entre os vídeos que sofreram censura estão "Justify My Love", "Erotica" e "American Life" da Madonna, "Dirrty" da Christina Aguilera, "Pumped Up Kicks" do Foster the People, "Jesus Christ Pose” do Soundgarden. "Pagan Poetry" da Björk, "Happiness in Slavery" do Nine Inch Nails, "s(AINT)" do Marilyn Manson, "Body Language" do Queen, "In My Darkest Hour" do Megadeth, "Megalomaniac" do Incubus, entre outros.
O programa Jackass foi sujeito a censura frequente no início dos anos 2000, devido a propensão dos jovens espectadores de tentar imitar as acrobacias arriscadas do programa. Em 2001, o então senador Joe Lieberman exigiu que a Viacom assumisse mais responsabilidade pelo conteúdo do programa; o que levou a MTV a exibir o programa apenas após as 22h. Os criadores de Jackass expressaram frustração, com as restrições que os produtores da MTV impuseram às acrobacias, após a declaração de Lieberman. Essas limitações eventualmente levaram à saída de vários membros do elenco e à conclusão do programa.
Após a controvérsia que envolveu uma criança, que colocou fogo em sua casa, após assistir um episódio de Beavis and Butt-head, a MTV removeu a tendência de Beavis de acender um isqueiro e gritar "fogo" e mudou o programa de seu horário original das 19h, para o horário das 23h. Cenas polêmicas também foram removidas dos episódios existentes, antes de suas reprises.

### Ativismo social
A MTV tem uma longa história de promoção do ativismo social, político e ambiental entre os jovens. Em 1992, a MTV iniciou uma campanha pró-democracia chamada Choose or Lose, para encorajar mais de 20 milhões de pessoas a se registrarem para votar, e o canal organizou um debate com o então candidato Bill Clinton. A MTV está alinhada com o "Rock the Vote", uma campanha para motivar os jovens adultos a se registrarem e votarem.
Outros programas politicamente diversos na MTV incluíram True Life, que documentava a vida e os problemas dos jovens, e os especiais do MTV News, que se concentravam em eventos importantes na música e no mundo (como a Queda do Muro de Berlim em 1989, e os atentados de 11 de Setembro em 2001). 
Em 1998, a MTV lançou a campanha global "Staying Alive", que procura ajudar a prevenir o HIV/AIDS, capacitando os jovens a proteger eles mesmos e o combate ao estigma e discriminação. A campanha inclui na programação, documentários, concertos e programas de discussão.

### Internet
O primeiro site da MTV, foi originalmente denominado "MTV Online", em meados da década de 1990. Serviu como contrapartida ao portal America Online. Conforme a internet se popularizou, o site passou a ser conhecido como "MTV.com". Em 1993, o VJ da MTV, Adam Curry, registrou o então não reivindicado nome de domínio "MTV.com"; Embora não tenha tido problemas com seus supervisores na época, quando Curry saiu para abrir sua própria empresa de design e hospedagem de portais, a MTV o processou pelo nome de domínio, o que levou a um acordo extrajudicial.
Em 2006, a MTV lançou o serviço de streaming de vídeo, o MTV Overdrive, para competir com o Youtube, que estava se popularizando. Muitos dos comentários dos usuários sobre o site foram negativos, demonstrando uma insatisfação com vídeos que eram reproduzidos automaticamente, comerciais que não podiam ser pulados ou interrompidos e a velocidade lenta de todo o site.
O MTV.com continua sendo o site oficial da MTV e expande as transmissões do canal, trazendo conteúdo adicional aos seus telespectadores. Em 2022, foi revisado para focar principalmente em direcionar os consumidores para o conteúdo do Paramount+ e da Pluto TV. O site apresentava uma versão online do MTV News e podcasts.

## Eventos especiais anuais

### MTV Video Music Awards
Em 1984, o canal exibiu sua primeira premiação, o MTV Video Music Awards, ou VMAs. A premiação foi concebida como uma versão do Grammy Awards, só que voltada aos videoclipes. As estatuetas entregues, tem a forma do homem pisando na lua, segurando uma bandeira da MTV, uma referencia a primeira vinheta, exibida no lançamento do canal em 1981. A cerimônia anual ocorre antes do final do verão, sendo realizada no final de agosto ou meados de setembro, e os vencedores são decididos pelo público em geral. 

### MTV Movie & TV Awards(MTV Movie Awards)
É uma premiação de cinema e televisão, apresentada anualmente pela MTV. Começou como MTV Movie Awards em 1992, quando sua primeira edição foi realizada, e adotou seu nome atual em 2017, em sua 26ª edição. Os vencedores são decididos pelo público em geral. A estatueta recebida pelos vencedores é um balde pipoca dourada. O evento não foi realizado em 2024 e 2025.

### Spring Break (Verão MTV)
A MTV iniciou sua cobertura anual do Spring Break (férias de primavera) em 1986. A programação especial ocorria por uma semana em março, transmitida ao vivo oito horas por dia. Mais tarde, o canal expandiu o evento para o verão, onde os VJs apresentavam blocos de videoclipes, entrevistavam artistas e bandas, apresentações ao vivo e outros programas com o tema verão, em uma casa de praia ou direto da praia.

### MTV New Year's Eve
No final de cada ano, a MTV aproveita sua sede, na cidade de Nova York, para transmitir a cobertura ao vivo, da véspera de Ano Novo na Times Square. Diversas apresentações ao vivo são apresentadas, juntamente com entrevistas com artistas e bandas, que foram influentes ao longo do ano. O especial foi realizado pela primeira vez em 1981, como MTV's New Year's Eve Rock N' Roll Ball.

## Outros Canais
O advento da televisão por satélite e do cabo digital, trouxe à MTV, uma maior diversidade de canais. Em 1985, a MTV lançou seu primeiro canal "irmão", o VH1 (sigla de "Video Hits One"), que foi projetado para exibir videoclipes de música contemporânea para adultos, e mais tarde, mudou o foco para celebridades e programação de cultura popular, como reality shows. Logo depois, foi lançado o CMT, com foco na música country e no mercado cultural sulista norte-americano. O VH1 ganhou mais dois canais, o VH1 Uno, um canal de videoclipes em espanhol e o VH1 Classic, voltado para videoclipes antigos.
Também foi lançado o MTV2, um "lado B" da MTV tradicional, mais voltado para artistas indie, e o MTV Tr3́s, voltado para o público latino que mora nos EUA. A MTV também tinha os canais MTV Hits e MTVX, até que estes foram convertidos para NickMusic e MTV Jams, respectivamente. O MTV Jams foi posteriormente renomeado como BET Jams em 2015. Em 2004, foi lançado o canal MTVU, com distribuição exclusiva para mais de 750 campus de faculdades e universidades, nos Estados Unidos.
A MTV Networks também opera o MTV Live, um canal de alta definição que apresenta programação musical original em HD e versões em HD de programas relacionados à música da MTV. O canal foi lançado em janeiro de 2006. Em 1 de agosto de 2016, a MTV lançou o canal MTV Classic (substituindo o VH1 Classic) onde exibem programas clássicos, como Daria, Beavis and Butt-Head, Laguna Beach e MTV Unplugged.